# Хальпа-де-Мендес
Ха́льпа-де-Ме́ндес (исп. Jalpa de Méndez) — город в Мексике, в штате Табаско, входит в состав одноимённого муниципалитета и является его административным центром. Численность населения, по данным переписи 2020 года, составила 16 679 человек.

## Общие сведения
Название Jalpa с языка науатль можно перевести как: место на песке, а Mendez дано в честь губернатора Табаско, полковника Грегорио Мендеса Маганьи.
В 1550 году несколько испанских семей обосновались в поселении Хальпа, которое было центром индейцев чонтали.
31 марта 1887 года к названию поселения была добавлена фамилия его уроженца — Грегорио Мендеса.
26 мая 1955 года Ха́льпа-де-Ме́ндес получил статус города.
Он расположен в 35 км северо-западнее столицы штата, города Вильяэрмоса, и в 5 км западнее города Накахука.

## Население
| Год  | Численность | Численность |
| ---- | ----------- | ----------- |
| 2000 | 14 198      | [ 6 ]       |
| 2005 | 14 746      | [ 7 ]       |
| 2010 | 15 695      | [ 8 ]       |
| 2020 | 16 679      | [ 9 ]       |

## Галерея

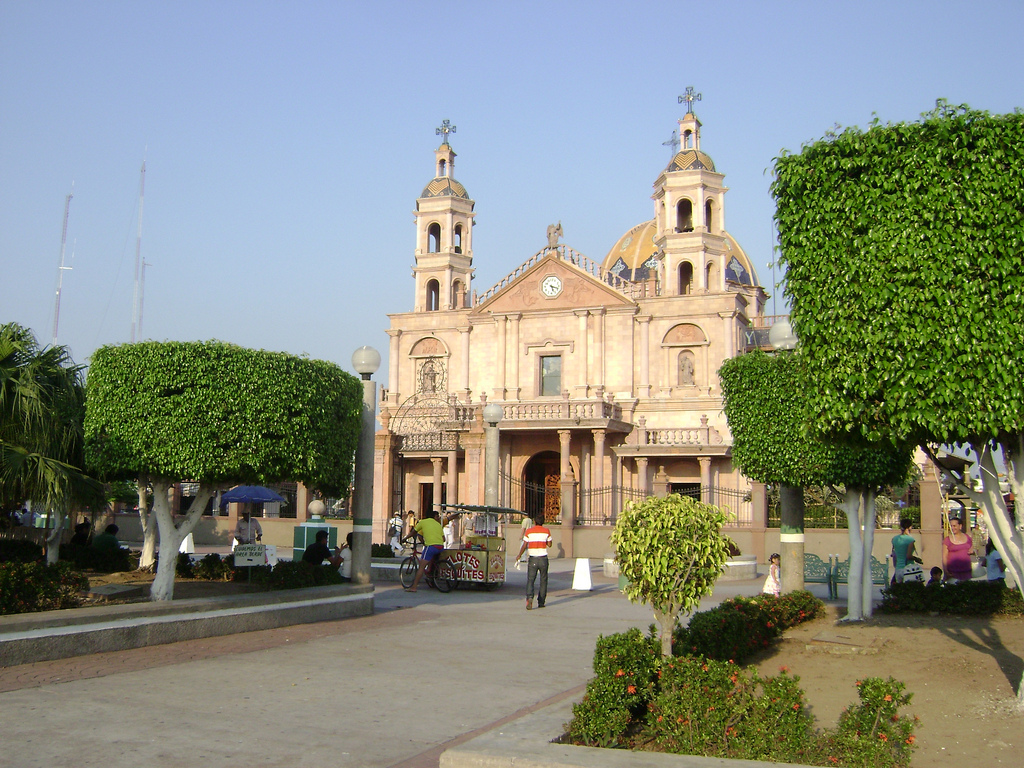
Церковь Святого Франциска Ассизского
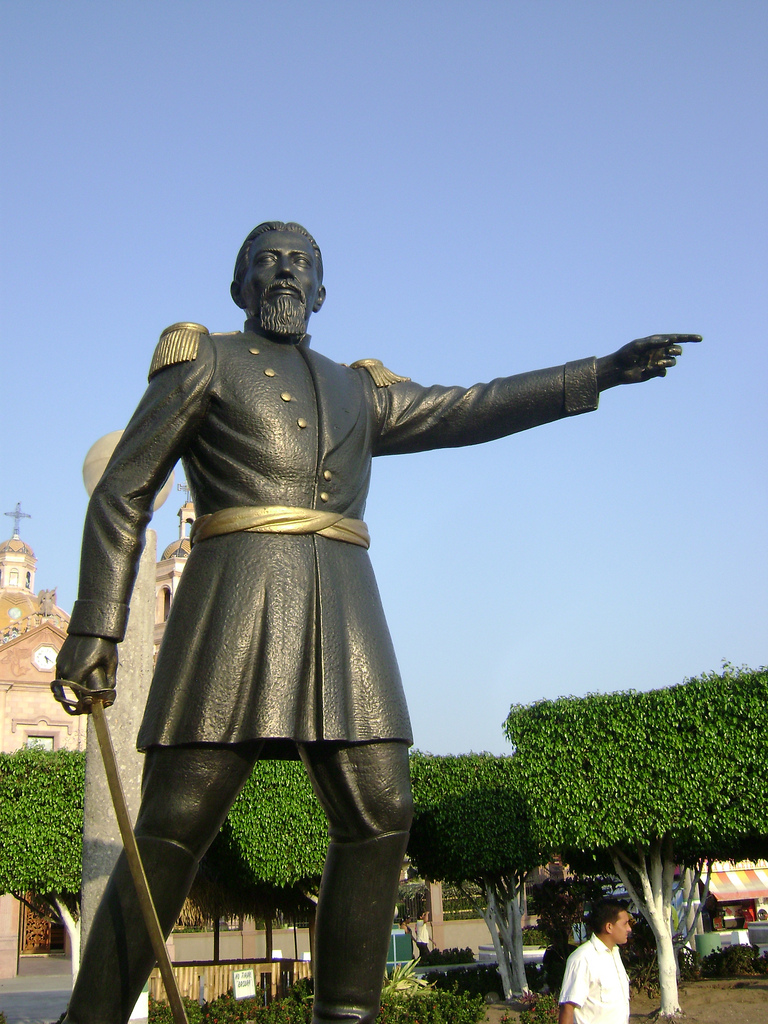
Памятник полковнику Григорио Мендесу
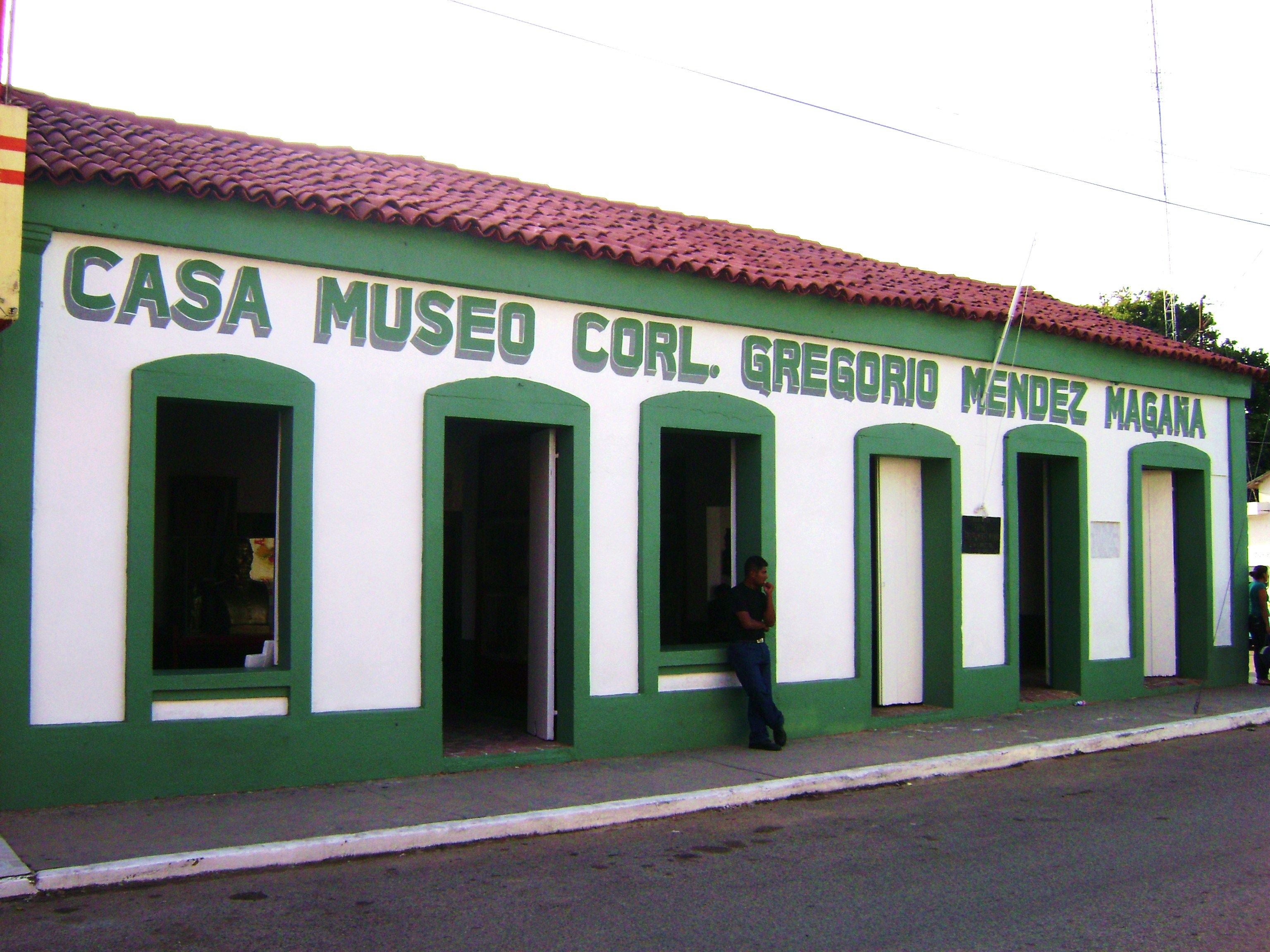
Дом-музей Грегорио Мендеса